# Nasce Uma Rainha
Nasce Uma Rainha é um reality show brasileiro produzido pela Boutique Filmes para a Netflix. O programa é apresentado pelas drag queens Gloria Groove e Alexia Twister. A série conta com seis episódios que trazem Gloria e Alexia ajudando aspirantes a drags queens do reality, guiando-os na escolha de perucas, roupas e até mesmo dos próprios nomes artísticos. O programa foi lançado em 11 de novembro de 2020 na Netflix.

## Enredo
Na série, Gloria Groove e Alexia Twister ajudam jovens com histórias diferentes a encontrar sua drag queen ou seu drag king interior. Ao lado de vários especialistas, a dupla usa seu amplo conhecimento para aconselhar os participantes, desde o processo de escolha do nome até a descoberta de talentos e autoconfiança, passando, claro, pela criação de figurinos e perucas. Além de celebrar a arte performática, o programa acompanha cada um dos aspirantes a drag em sua busca por identidade. E tudo isso culmina numa apresentação arrasadora.

## Elenco
- Gloria Groove como apresentadora
- Alexia Twister como apresentadora
- Tiago Abravanel como ele mesmo
- Vini Nasci como ele mesmo
- Silvero Pereira como ele mesmo
- Mama Darling como ela mesma
- Ginger Moon como ela mesma
- Johnny Hooker como ele mesmo
- Larissa Luz como ela mesma

## Episódios
| Temporada | Temporada | Episódios | Episódios | Originalmente lançado |
| --------- | --------- | --------- | --------- | --------------------- |
|           | 1         | 6         | 6         | 11 de janeiro de 2020 |

### 1.ª temporada (2020)
| N.º na série | N.º na temp. | Título            | Dirigido por | Escrito por   | Exibição original      |
| --- | ------------ | ----------------- | ------------ | ------------- | ---------------------- |
| 1 | 1            | "Paola Di Verona" | Carla Barros | Gustavo Mello | 11 de novembro de 2020 |
| Este professor de inglês é uma fera no mundo drag, mas ainda tem muito a aprender para despertar sua diva interior.                               |              |                   |              |               |                        |
| 2 | 2            | "Juju Glow"       | Carla Barros | Gustavo Mello | 11 de novembro de 2020 |
| As drag queens Gloria Groove e Alexia Twister dão uma ajudinha a um jovem de relações públicas que precisa aprender a se equilibrar no salto.     |              |                   |              |               |                        |
| 3 | 3            | "Carlão Sensação" | Carla Barros | Gustavo Mello | 11 de novembro de 2020 |
| Uma roteirista-astral confronta seu passado traumático com comedia stand-up, muito brilho e uma nova postura.                                     |              |                   |              |               |                        |
| 4 | 4            | "Ramona"          | Carla Barros | Gustavo Mello | 11 de novembro de 2020 |
| As madrinhas fazem o "dragnóstico" de um cabelereiro que precisa aprender a fazer lip sync para realmente ter uma chance no palco.                |              |                   |              |               |                        |
| 5 | 5            | "Indra Haretrava" | Carla Barros | Gustavo Mello | 11 de novembro de 2020 |
| Um iogurte em busca do seu verdadeiro eu encontra Idra, uma persona drag cercada de mitos, mistérios e memórias de uma viagem mística pela Índia. |              |                   |              |               |                        |
| 6 | 6            | "Adla Davis"      | Carla Barros | Gustavo Mello | 11 de novembro de 2020 |
| Um arquiteto e cenógrafo trabalha em uma performance poderosa sobre aceitação e, no processo, aprende que atitude é tudo.                         |              |                   |              |               |                        |